# Jourdan Dunn
Jourdan Sherise Dunn (Londen, 3 augustus 1990) is een Brits model. Dunn behoort tot een selecte groep hedendaagse modellen, beschouwd als de supermodellen van nu. Forbes berekende dat ze in 2014 zo'n vier miljoen dollar verdiende.

## Biografie
Jourdan Dunn groeide op in de Londense wijk Greenford, waar ze met haar moeder van Jamaicaanse komaf en twee broertjes woonde. Als tiener ontbrak het haar aan zelfvertrouwen, zo vertelde ze later in een interview. "Ik schaamde me ervoor dat ik zo lang en slungelig was. Ik durfde niet op te kijken, zorgde ervoor dat ik zo min mogelijk naar buiten hoefde te gaan. Als ik in de spiegel keek, haatte ik mezelf. Ik vond mezelf walgelijk en huilde van mijn elfde tot mijn zestiende constant." Begin 2006 werd Dunn, terwijl ze een vriendin vergezelde, door een modellenscout van Storm Model Management in een Londense Primark gespot.
Op zestienjarige leeftijd, in 2007, maakte Dunn haar internationale catwalkdebuut. De Britse uitgave van het maandelijkse tijdschrift Vogue betitelde haar datzelfde jaar nog als 'nieuwe ster' en modewebsite Style.com zette haar in 2008 in de lijst van tien beste nieuwkomers. Ze liep spoedig voor grote namen in de mode-industrie als Marc Jacobs, Ralph Lauren, Louis Vuitton en Valentino.
Dunn maakte zich van begin af aan sterk voor meer aandacht voor donkere modellen. In februari 2008 liep ze als eerste donkere model in tien jaar tijd een modeshow van het Italiaanse modehuis Prada. Haar opmerkingen over rassenongelijkheid haalden toen het nieuws: "Londen is geen blanke stad", zei ze tegen de pers. "Dus waarom zijn onze catwalks dan zo blank?" Dunn stond in 2015 als eerste donkere model in ruim twaalf jaar tijd, na Naomi Campbell in 2002, alleen op de omslag van de Britse Vogue en werd in 2014 als een van de weinige donkere vrouwen opgenomen in de Forbes-lijst van best betaalde modellen ter wereld. In een editie van Teen Vogue uit 2009 bespraken Dunn en collega-model Chanel Iman de problemen waar ze tegenaan lopen als donker model. Zo was het toen niet ongewoon dat ontwerpers maar één donker model voor een modeshow wilden, of zelfs soms geen een. Ze maakte in hetzelfde interview bekend in verwachting te zijn. Tot in haar zesde maand liep ze nog catwalkshows. Dunn beviel in december 2009 van een zoon. Haar kind gaf haar de motivatie om harder te werken, vertelde ze later: "Ik ben nu meer gefocust."
Ze liep in 2012 mee tijdens de sluitingsceremonie van de Olympische Zomerspelen in Londen, werd in 2014 het nieuwe gezicht van cosmeticamerk Maybelline en ging in 2016 een kinderkledinglijn ontwikkelen voor winkelketen Marks & Spencer. Dunn woont sinds 2013 in een appartement in New York, Verenigde Staten, en heeft een geschat vermogen van twaalf miljoen dollar.